# V sŭrtseto na mashinata
V sŭrtseto na mashinata (bulgariska: В сърцето на машината) är en bulgarisk dramathrillerfilm från 2022 i regi av Martin Makariev. Filmen belönades med "Gyllene rosen" på festivalen med Zlatna Roza i Varna 2021 vann även priset för bästa film vid Sofia Film Fest 2022.
Filmen är den bulgariska kandidaten till bästa utländska film vid Oscarsgalan 2023.

## Handling
Handlingen utspelar sig i augusti 1978 i centralfängelset i Sofia. Den unge fången "Bohemen" (Aleksandăr Sano) får möjligheten att förkorta sitt straff om han samlar ihop en besättning för att fördubbla produktionen under deras arbete på Kremikovtsi-fabriken. Han samlar ihop ett team, som inkluderar den hemska dubbelmördaren "Satra" (Igor Angelov), den problematiske brottslingen "Nålen" (Hristo Petkov), den äldre "Daskala" (Ivajlo Hristov) och zigenaren Krasi (Stojan Dojtjev). Problemen börjar då Satra vägrar att sätta sin svarv i arbetsläge eftersom en duva har fastnat i den. Trots order från vaktmästaren kapten Vekilski (Julian Vergov) att slå på svarven, vägrar Satra kategoriskt och tar nybörjarvaktmästaren Kovatjki (Vladimir Zombori) som gisslan och meddelar att han inte kommer att börja arbeta förrän duvan är räddad.
Situationen blir allt mer komplicerad efter att fler vakter anländer och "Daskala" (Ivajlo Hristov) dödas i ett försök att förhandla med dem. Gradvis inser fångarna att det enda sättet att hantera situationen är att rädda fågeln som Satra önskar.

## Rollista
- Aleksandăr Sano – Boris Radulov, "Bohemen"
- Hristo Sjopov – överste Radoev, chef för Sofias centralfängelse
- Igor Angelov – Koljo "Satra"
- Ivajlo Hristov – "Daskala"
- Hristo Petkov – Serafim Georgiev, "Nålen"
- Julian Vergov – kapten Vekilski
- Stojan Dojtjev – Krasi, "Zigenaren"
- Vladimir Zombori – juniorlöjtnant Kovatjki
- Basjar Rahal – kapten Kozarev

## Musik
Filmens musik, som skrevs av Viktor Stojanov, finns utgiven digitalt.